# Bernardaud
Bernardaud est une entreprise familiale qui manufacture de la porcelaine de Limoges. L'entreprise est présidée par Michel Bernardaud, quatrième génération de la famille Bernardaud. L'entreprise Bernardaud est membre du comité Colbert depuis 1964.

## Historique

### Première génération

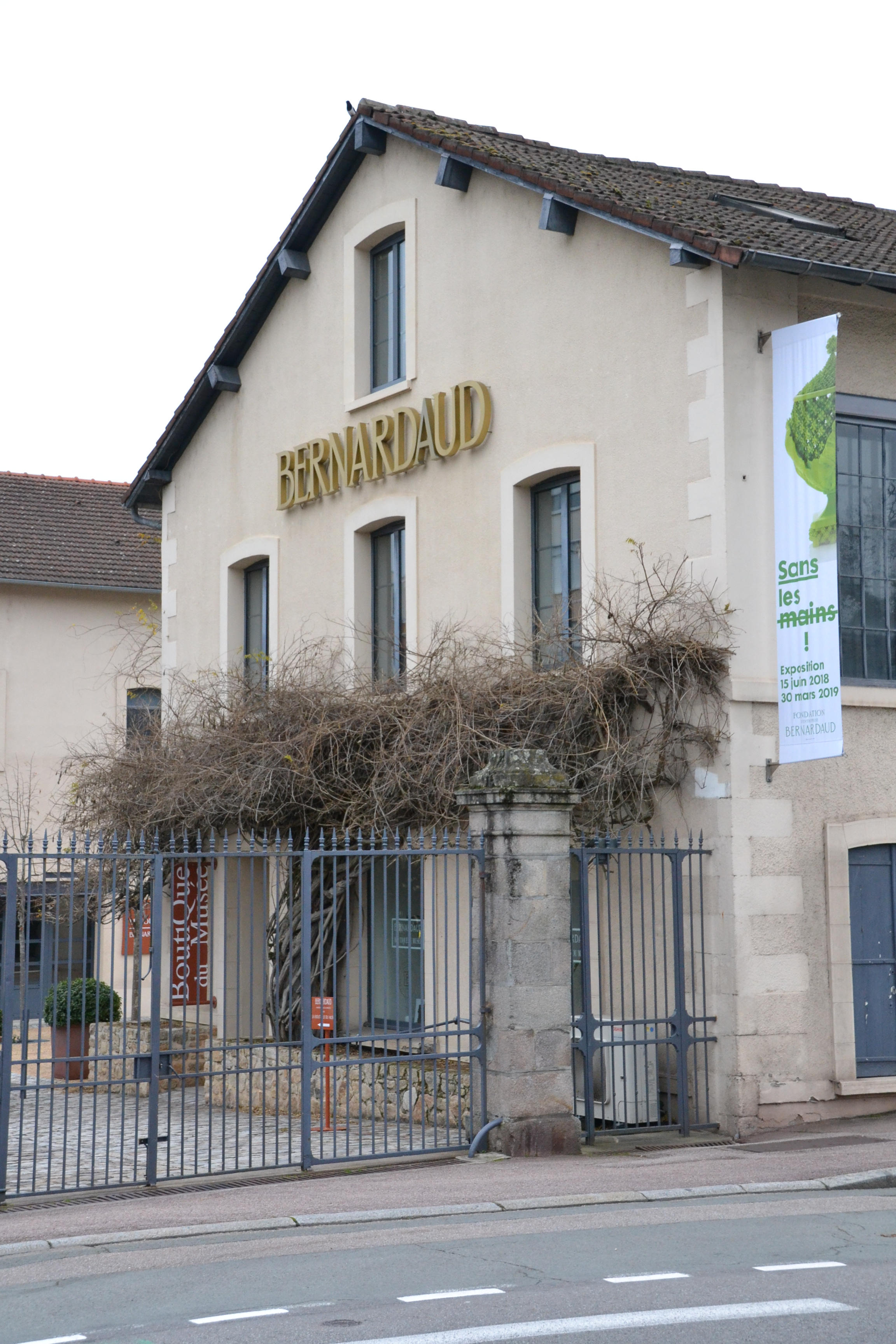
Vue partielle de l'usine historique de Limoges.

Dans les années 1890, Léonard Bernardaud (1856-1923) est le collaborateur de Rémi Delinières qui dirige une manufacture de porcelaine, à Limoges, entreprise opérant depuis 1863 dans une rue qui est actuellement l’avenue Albert-Thomas. La fabrique R. Delinières et Cie produit de la porcelaine sous la marque (sous émail) D & C° / FRANCE. En 1895, Léonard Bernardaud devient associé de la société R. Delinières & Cie , puis cette dernière est dissoute en 1900 et remplacée par la nouvelle société L. Bernardaud & Cie.
Léonard Bernardaud Bernardaud & Cie en instaurant un système de vente sans intermédiaires auprès de la clientèle américaine et en installant, en 1911, un bureau à New York. En 1923, l’année de sa mort, il transmet son entreprise à ses deux fils, Jacques Bernardaud (1888-) et Michel Bernardaud (1896-1949).

### Deuxième génération
Sous la direction de Jacques et Michel Bernardaud, la manufacture de porcelaine développe ses activités ; des pièces, dans le style Art déco de l’époque, sont présentées dans les grandes expositions internationales, comme à Paris, en 1925, en 1931, en 1937 ; l’entreprise maintient son activité pendant des périodes difficiles (crise de 1929 et Seconde Guerre mondiale). Après la guerre, des techniques de fabrication moderne sont mises en place, comme, en 1949, un four tunnel fonctionnant au gaz. En 1950, Jacques Bernardaud est seul en place à la tête de l’entreprise, après la disparition, en 1949, de son frère Michel. Peintre lui-même, il cultive les relations avec les artistes de son temps et étoffe les collections de la manufacture.
La société Bernardaud continue à se développer grâce à une politique de financement faite d’augmentation de capital et de recours à des emprunts

### Troisième génération
En 1962, la direction de la manufacture est confiée au fils de Michel Bernardaud, Pierre Bernardaud (1928-1994). Paul Bernardaud, le fils de Jacques Bernardaud, travaille aux côtés de son cousin.
En 1967, l'entreprise fait appel au maître du design industriel Raymond Loewy pour créer le premier service contemporain en porcelaine de Limoges. Elle entre aussi dans l'ère de la communication de masse et lance sa première campagne de spots publicitaires à la télévision. En 1970, Bernardaud rachète la manufacture Vignaud, située rue du Chinchauvaud, à Limoges ; cette acquisition permet d’augmenter la production de porcelaine de manière considérable.

### Quatrième génération
Michel Bernardaud (1957-), fils de Pierre Bernardaud, rejoint l'entreprise familiale en 1979 et en devient directeur général en 1986. En 1994, il est désigné par le conseil d'administration de la société pour prendre la succession, à la tête de la firme, de son père décédé dans un accident d'hélicoptère au Vietnam en mars 1994.
En 1986, la société Royal Limoges (historiquement la Manufacture Royale de Limoges) entre dans le giron du groupe Bernardaud. Dans les années 1990, Bernardaud s’internationalise, tout en affirmant son enracinement : l’usine de Limoges est réhabilitée et devient un centre de culture et d’accueil ouvert au public et aux artistes. La fondation Bernardaud est créée en 2003.
Michel Bernardaud mène l’activité porcelainière de son entreprise en continuant dans la voie ouverte par son père ; il continue à moderniser les sites de production destinés à la fabrication de la porcelaine ; il est actif dans les lancements de campagnes publicitaires visant à attirer le regard du public sur les objets en porcelaine créés par son entreprise ; il maintient l’accent mis sur la création dans le métier de porcelainier.
Fin 2024, Bernardaud rachète auprès de la Financière Saint-Germain l'intégralité des parts de son concurrent limougeaud Haviland, sans que cela ne mette en péril la marque Haviland,.

## Description
L'entreprise emploie 330 salariés en 2011. Elle a reçu le label entreprise du patrimoine vivant et un de ses chefs d'atelier a été désigné Meilleur ouvrier de France. Elle propose des visites guidées toute l'année.
L'entreprise développe également des céramiques haute technologie servant par exemple à blinder les voitures ou les gilets pare-balle.

## Commémorations
En 2019, la rue de Genève à Limoges est rebaptisée rue Pierre-Bernardaud.